# BeBox
BeBox — персональный компьютер, представленный компанией Be Incorporated. Компьютер работал под управлением операционной системы BeOS, представленной все той же компанией Be Inc. BeBox дебютировал в октябре 1995 года (BeBox Dual603-66) с частотой ЦП всего 66 МГц. Уже в августе 1996 года выходит новая модель ПК (BeBox Dual603e-133), который уже имеет ЦП с частотой 133 МГц. Отличительной особенностью этих компьютеров была многопроцессорность (в одной из версий компьютера стояли 7 процессоров, в другой — 2). BeBox назывались «Silicon Graphics для нищих» из-за их мощности, позволяющей использовать BeBox в качестве графической рабочей станции при относительно невысокой стоимости. Первые прототипы BeBox строились на процессорах AT&T Hobbit, пока их не сняли с производства. Тогда Ве решила перейти на процессоры PowerPC. Было продано около 1000 Be Boxes с частотой 66 МГц и 800 с частотой 133 МГц. 30 января 1997 Be Inc. объявила, что сворачивает производство оборудования, и BeBox больше не выпускались.

## Конфигурация процессора
Первоначальные прототипы были оснащены двумя ЦП AT&T Hobbit и тремя AT&T 9308S. Для производства используются два процессора PowerPC 603, работающих на 66 или 133 МГц. Модели, имеющие 2 процессора по 200 МГц и 4 процессора по 200 МГц, существуют, но никогда не были доступны для общества.

### Плата ввода / вывода

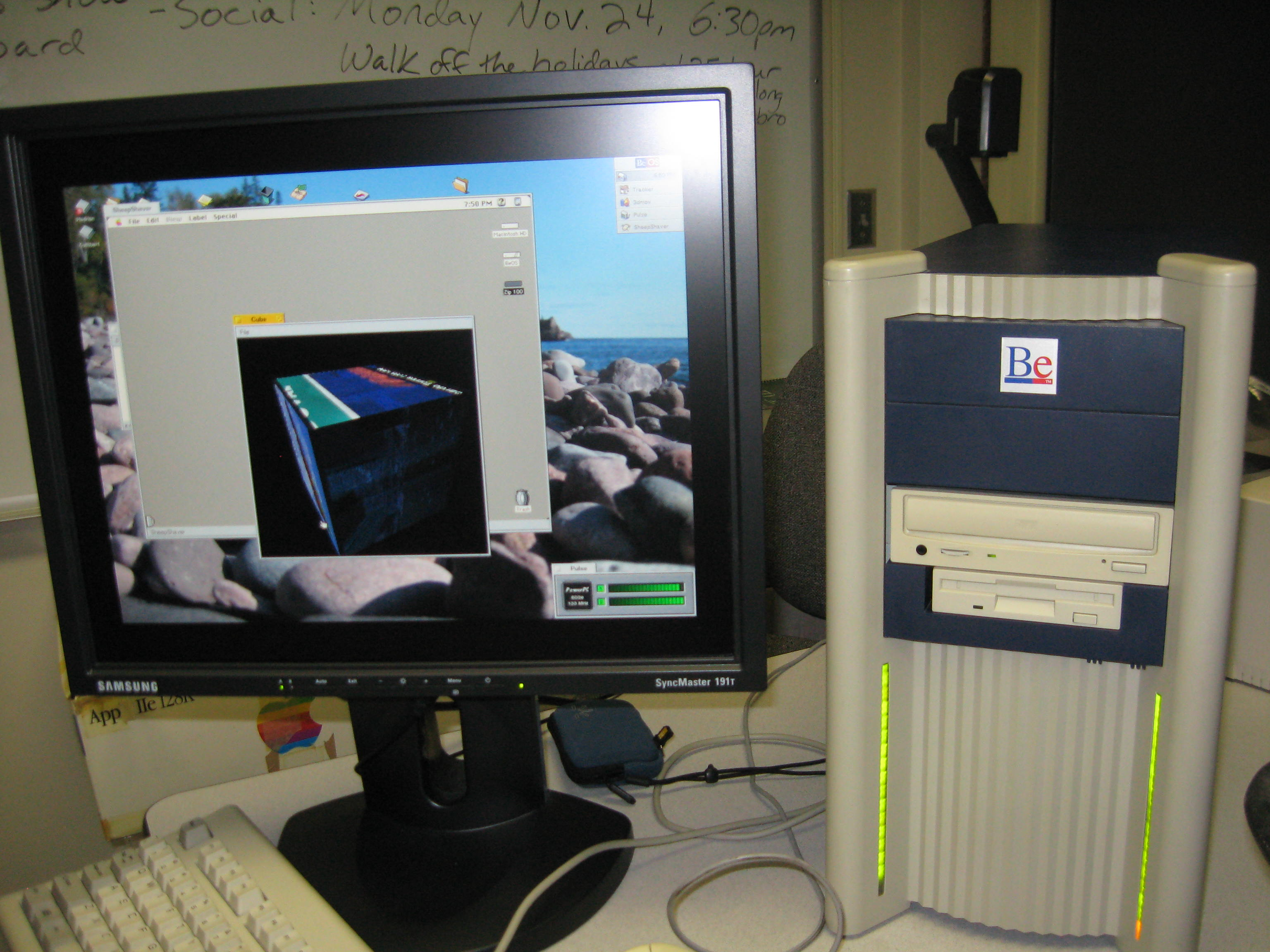

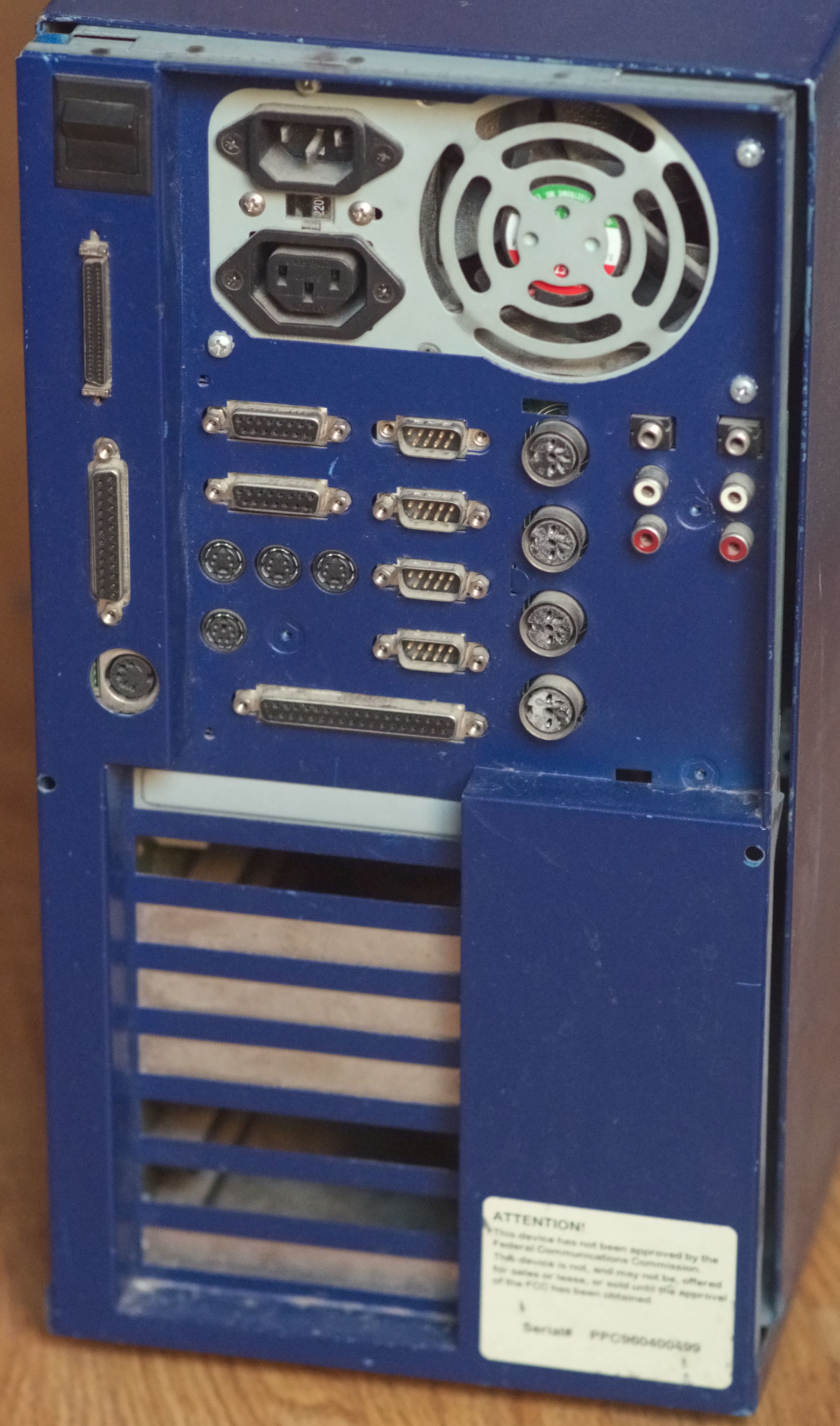

- Четыре последовательных порта (9-pin D-sub)
- Один порт мыши, PS/2-type
- Два порта джойстика (15-pin D-sub)
- Два MIDI out ports
- Два MIDI in ports
- Три инфракрасных порта ввода / вывода (IR) (6-pin mini DIN)
- Один внутренний CD-аудиовход линейного уровня (5-pin strip)
- Один внутренний микрофонный вход аудио (4-pin strip)
- Один внутренний выход на наушники аудио (4-pin strip)
- Два входа RCA линейного уровня (L / R)
- Два выхода линейного уровня (L / R)
- Один вход для микрофона 3,5 мм стереоразъём аудио
- Один выход на наушники 3,5 мм разъем для стереонаушников
- 16-разрядный стереозвук @ 48 и 44,1 кГц
- Один «GeekPort» (37-pin D-sub)

## Blinkenlights
На передней панели двухпроцессорного компьютера BeBox были установлены две вертикальных полосы жёлто-зелёных светодиодов. Они служили визуальным индикатором нагрузки на каждый из двух процессоров. Самый нижний LED на правой стороне указывал на степень активности жесткого диска.